# 529 Preziosa
Preziosa (asteroide 529) é um asteroide da cintura principal com um diâmetro de 32,01 quilómetros, a 2,7293253 UA. Possui uma excentricidade de 0,0952662 e um período orbital de 1 913,79 dias (5,24 anos).
Preziosa tem uma velocidade orbital média de 17,14847497 km/s e uma inclinação de 11,02327º.
Este asteroide foi descoberto em 20 de Março de 1904 por Max Wolf.